# Kriegergrab bei Pylos
Koordinaten: 37° 1′ 41,6″ N, 21° 41′ 45,4″ O
Das Kriegergrab bei Pylos (auch als Greifen-Grab oder Grab des Greifen-Kriegers bezeichnet) befindet sich bei Pylos in Messenien im Südwesten Griechenlands. Es liegt nahe dem Palast des Nestor.
Das Grab stammt aus der späten Bronzezeit (Späthelladikum) und wird in die Zeit um 1500 v. Chr. datiert. Es wurde am 18. Mai 2015 von dem Archäologen-Ehepaar Jack L. Davis und Sharon R. Stocker der University of Cincinnati entdeckt und ausgegraben. Es handelt sich um das guterhaltene Grab eines Mannes aus der Oberschicht mit reichhaltigen Grabbeigaben, darunter Waffen, Alltagsgegenständen und Schmuck, darunter auch minoische Objekte aus Kreta. Ein überaus detailreich gearbeitetes Siegel in minoischem Stil zeigt eine Schlachtszene. Das Alter des bestatteten Mannes wird auf 30 bis 35 Jahre geschätzt.

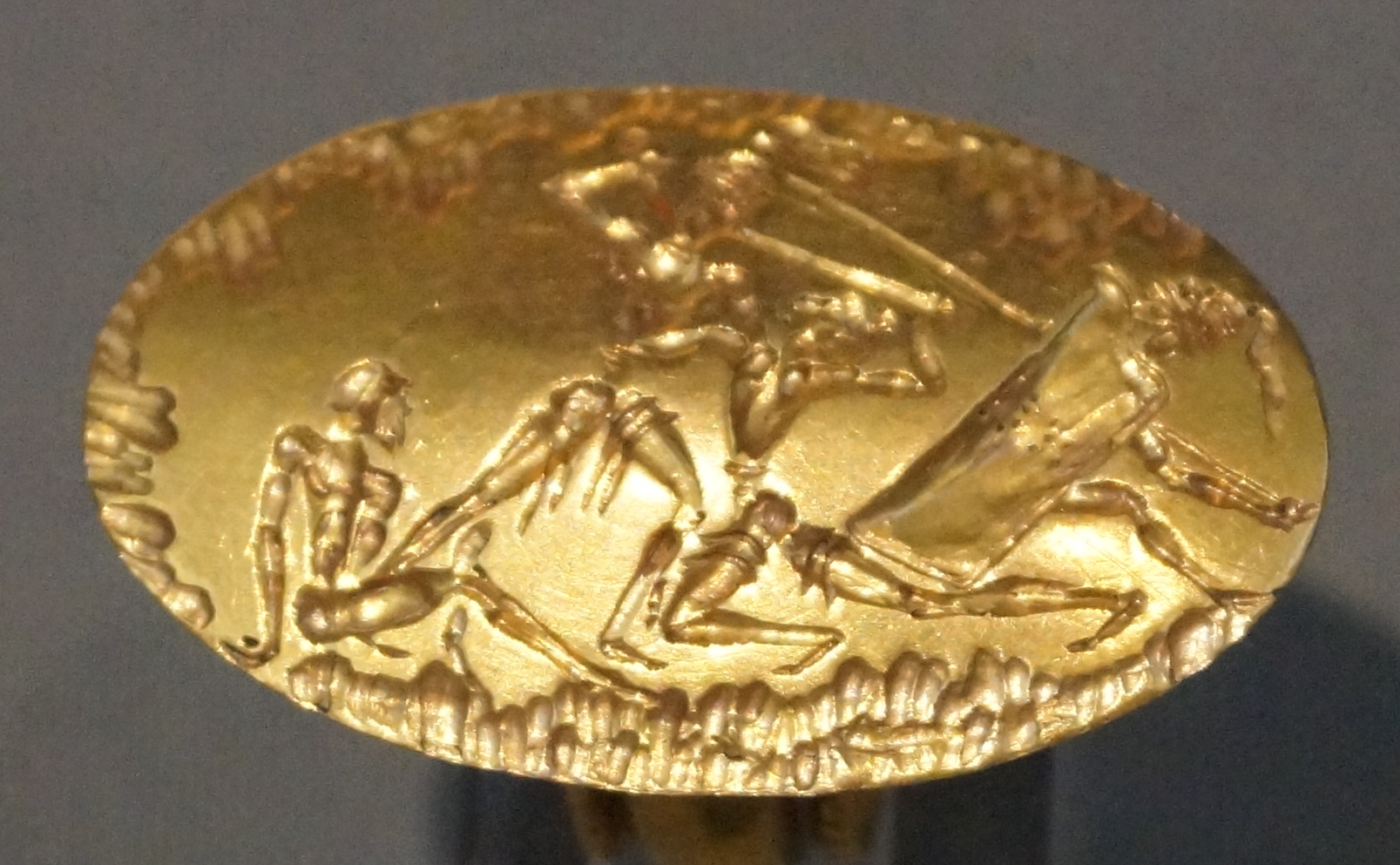
Archäologisches Nationalmuseum in Athen. Ein geborgener Goldring aus Grab IV der Gräberrunde A der mykenischen Kultur.